# 弁論部
弁論部（べんろんぶ）は、弁論、ディベートを活動内容とした大学、高等学校、中学校のサークル。本項では主に大学弁論部に関して解説する。

## 名称
弁論部の名称には、学校ごとに独自性があり、弁論部、雄弁会、辞達学会、雄弁部、講演部、言道部など様々である。
マスコミ研究、政治研究、文化的研究発表などの活動をする新設の団体が雄弁会を呼称する例もある。また法政大学の志雄会のように弁論部・雄弁会を連想させる名称の団体もあるが、これらは次項で解説する弁論部とは異なる活動をしている。

## 概要
弁論・ディベートは、古代ギリシア・ローマ以来、欧米では民主主義の素養をなす重要な教育手段と考えられており、日本では、明治維新以後の自由民権運動とともに発達し、関東を中心とした各教育機関において、相次いで弁論部が設立された。この中には、塾祖・福澤諭吉の1874年6月27日に「三田演説会」を発会させたことに遡るをはじめ、1876年創設の慶應義塾大学辯論部（協議社以後は慶應義塾内に弁論団体が複数存在した）、1885年創設の法政大学弁論部、1889年創設の第一高等学校・東京大学弁論部、1901年創設の中央大学辞達学会、1902年創設の早稲田大学雄弁会、1905年創設の拓殖大学雄弁会（拓殖大学の前身である台湾協会学校で「言論部」として創設）などのように、100年以上の伝統を持つ大学弁論部もある。
ちなみに、これら弁論部の演説原稿が散逸するのを防ぐため、当時東京帝国大学首席書記であった野間清治は、1909年に大日本雄辯會を設立し、翌年には弁論雑誌である「雄辯」を出版した。この大日本雄辯會は、後に日本最大の出版社「講談社」となる。
弁論部は、1960年代頃までは、ほとんどの有名大学に存在する有力な学生サークルであった。多くの著名人を輩出し、とりわけ政治分野では、一勢力を築いた早稲田大学雄弁会に見られるように政治家を多く輩出した。当時の弁論部は、ひとつのサークルというよりは、サークル集合体ともいえるものであり、政治・経済・法律・歴史・思想・哲学・マスコミなど、現在では独立したサークルとして存在する各種の研究会が組織に組み込まれていた例もあった。そのため大学によっては弁論部の構成員は100名を越えていた例も珍しくなかった。
1960年後半の学園紛争の影響で多くの弁論部が消滅した。ただし、消滅した弁論部の一部にはその後に再興された例もある。1990年代後半から現在にかけては、平成以降の世相や学生の志向性の変質、さらにはサークル集合体であった弁論部から各種研究会が独立していくなどの傾向により、弁論部の人口は減少していった。また2001年以降には後述する全関東学生雄弁連盟の停会も影響し、現在までに多くの弁論部が廃部や休部することとなった。
現在、従前通りの活動を行うサークルがある反面、活動の内容をディベートに特化したサークルや、弁論大会などの活動から撤退して、ジャーナリズム研究や学術研究に方向性を変質するサークルもある。その活動の変化にともない団体の名称を弁論部からディベートや学術系のサークルの名称に変更する例もある。その一方で、そのため活動内容の中心が旧来の弁論部とは異なるサークルもあるが、各種の都合上、名称を変更しない例もある。

## 主な活動
- 弁論の研究
  - 弁論大会への参加や企画・運営
- ディベートの研究
  - ディベート大会への参加や企画
    - もともとは、弁論および思索の補完的・教育的側面で導入された。戦前は、大学弁論部の中心的存在であった早稲田大学、中央大学、日本大学が法律学校を起源としたことから、法廷弁論の形式で行われた。
    - 1950年代から1960年代の日本語ディベートは、朝日新聞が提唱した「朝日式討論」、米オレゴン大学が作成した「オレゴン式討論」がルールの主流を占めた。1980年代以降、全関東学生雄弁連盟の加盟校では、ESSディベートや松本道弘名古屋外国語大学教授の著作を参考にルール作りをした「全関ルール」が主流となり、また、慶應義塾大学SFCを中心にした「開智会ルール」等が存在していた。さらに、在関西の大学弁論部では、これらとは若干異なる全日ルールなどを採用していた。
    - 近年は、全関解散を受け弁論部におけるディベートルールの汎用性がなくなる一方、これとは別に日本語ディベートの普及を目指す各種の連盟がそれぞれに独自にルールを作成し、そのルールはさらに細分化している。この影響を受け、弁論部が行うディベートルールは、サークルごとに大きく異なっているのが現状である（詳細はディベートの項目参照。）。
- 街頭演説会の開催
- 著名人を招いた講演会の企画・運営
- 時事問題・学術などの研究
- 機関紙の発行
- 発声練習 等々

## 大学弁論部
2015年現在、「弁論部」などの名称で活動しているサークルは概ね以下の通り。ただし、このほかにも現在活動中のサークルは存在すると思われる。その反面で大学のホームページなどの記載が存在しても、事情により休部の場合もある。なお休部の場合は、大学の登録上では組織が存続しているため、有志により復活する例もある。
2015年現在活動が確認されている大学弁論部
- 上智大学弁論部(旧称:上智大學辯論會)
- 慶應義塾大学辯論部
- 新潟大学弁論部
- 学習院大学輔仁会弁論部
- 國學院大學辯論部
- 第一高等学校・東京大学弁論部
- 拓殖大学雄弁会
- 中央大学辞達学会
- 東京農業大学農友会講演部
- 明治大学雄辯部
- 早稲田大学雄弁会
- 法政大学弁論部
- 日本大学雄弁会（2014年から日本大学法秋雄弁会として復活。2015年から弁論活動再開）
- 関西学院大学ディベートクラブ
- 立命館大学弁論部
- 防衛大学校校友会弁論部
- 長崎県立大学雄辯会

2015年現在活動確認されていないが登録上存在している弁論部
- 国士舘大学言道部

2015年現在異なる活動をしている大学弁論部
- 西南学院大学弁論研修会
- 成城大学政治経済研究会(雄弁会)

2015年現在活動実態が不明な大学弁論部
- 帝京大学雄弁会（HP最終更新は2010年5月15日）
- 函館大学学友会弁論部
- 札幌学院大学雄弁会

※参照:各大学ホームページ、各団体ホームページなど。

## 全関東学生雄弁連盟
- 1946年、最もサークルが集中していた関東地区の大学弁論部の、横断的な連絡・交流組織として、「社会正義の実現と言論の自由の擁護」を綱領に全関東学生雄弁連盟（通称・全関）が結成（加盟校数は、10〜30校前後で推移していた）された。以後、積極的な統一的行動により、1950年代から1960年代前半には、一部マスコミにも注目され全盛期を迎えた。また、東北・中部・関西・九州にも同様な機関が結成され、1950年代から1960年代にかけ、各地域組織の連絡・交流を目的に全日本学生雄弁連盟（通称・全日）が存在していた。

- 1960年代後半から1970年代にかけ、学園紛争の影響で全関の活動は停滞し、地方の大学では弁論部が相次いで消滅した（全日も存在意義を失い機能停止）。また、1975年頃には、全関に対する志向性の相違により、早稲田大学雄弁会と慶應義塾大学弁論部が脱退した。その後も、脱退した早稲田大学雄弁会と慶應義塾大学弁論部と全関に加盟するほかの大学の弁論部との連絡・交流は継続された。

- 1980年頃より、学園紛争の沈静化とともに、全関も活動も再び活発化し、1992年からは全国規模の遊説隊を組織（全国遊説、1999年まで実施、2000年は関東域から九州までの範囲に規模縮小して実施）、1996年には東京都との討論会共催（首都機能移転問題に関する学生議会）などの企画を行った。また、1993年には、再び全国組織である全日本学生弁論討論交流会（通称・全日）が結成された。なお全日の結成により、全関東学生雄弁連盟の通称を「全関東」とした時期がある。

- この頃の全関東の組織は、最高意思決定機関として加盟校が議決権を持つ総会（総会は定例・臨時・年度で開催された）、運営機関として加盟校構成員の有志の中から総会により選任された者で構成される中央執行委員会、外局のディベート委員会（外局委員長は中央執行委員会の委員長から指名された。ディベート委員会は2000年11月の総会で廃止）をはじめ、特設の企画の実行委員会やディベート・リーグなどを運営する特別委員会が付設されていた。
  - 中央執行委員会は、正副委員長の他、事務・交流・企画・編集などの各局の局長および局付の補佐によって組成されていた。委員には当時“東明中日”と俗称され1980年代から1990年代初頭に構成員がいずれも50〜100人規模であった、第一高等学校・東京大学弁論部、明治大学雄弁部、中央大学辞達学会、日本大学雄弁会の構成員が比較的多かった。

- しかし、1990年代後半から、加盟校間の組織力や実力の格差を原因とする思惑の違いが目立つようになった。学生一般の志向性が、旧来の弁論部から学術やマスメディアなどの研究サークルに拡散していた。そういった学生のニーズに応えるために、弁論部の活動は大学ごとに変化した。活動の内容をディベート中心にしたり、政策勉強を中心にしたりと特定分野に特化する弁論部がでてくる反面、従来の弁論部と同様に幅広い活動を維持した弁論部も存在した。構成員が著しく減少し廃部あるいは休部する弁論部も増加した。弁論部の活動の内容に大きな差異が生じたことや、弁論部ごとの構成員の規模の格差などによる利害の不一致が一部で表面化したことは全関の意思の統一を困難なものとした。全関の内外で弁論部が名称変更などにより弁論部活動から撤退したり、構成員がいなくなったことによる弁論部の廃部などが相次いだ。こうした中、2001年3月に中央執行委員会が任期途中で総辞職するも後任者を決定できなかった。このため2001年4月28日の臨時総会において、拓殖大学雄弁会・中央大学辞達学会・日本大学雄弁会の構成員からなる選挙管理委員会と連絡事務局（日本大学に位置）が事後処理を担当することとなり、全関の停会が同総会で確認された（これに伴い全日も機能を停止した）。同総会の議決事項に従い、2002年3月31日をもって全関の選挙管理委員会と連絡事務局はその任期と業務を終えた。選挙管理委員会はその旨を加盟各校に書面で報告し、この後継候補を選出する機関の解散によって全関は事実上解散した。

- 後に有志個人によって学生弁論研究会が結成され、学生弁論連盟と改称したが、2、3年で解消した。現在は、各サークルが個別に交流を行っている。

※参考文献　『全関東学生雄弁連盟20年史』・『全関東学生雄弁連盟30年史』・全関東学生雄弁連盟機関紙『雄弁』各号
- 全関の停会当時の引継資料や備品については、選挙管理委員会と連絡事務局が回収したものは、2002年3月より日本大学雄弁会の管理のもとに保管されていた。2008年5月に平成初期の全関のOB・OGの有志からなる学生雄弁保存会と全関停会時の選挙管理委員会の担当者との会合があった。その会合で、資料と備品は連絡事務局のあった日本大学雄弁会から、学生雄弁保存会へと管理業務が移管されることとなった。2008年5月より旧選挙管理委員の指導のもと、日本大学雄弁会や停会時の全関の中央執行委員の協力を得て、資料と備品の確認作業が行われた。その結果、2009年1月現在、機関紙などの文書資料の一部と全関の腕章や幟などの備品は、学生雄弁保存会に保管されている。

## 高等学校・中学校
高等学校や中学校にも部活動の一つとして弁論部はある。
高等学校の弁論部と大学の弁論部の弁論大会での発表のあり方は大きく異なる。大学の弁論部では、社会提言型で論旨を重視するのに対して、高等学校の弁論部では、主張やその動機・発表技術を重視する傾向がある。この傾向の差異は、弁論大会そのものの目的の差として現れていて、高等学校と大学の勉学の目的と方法の差によるものといわれる。これらは大学弁論部と高等学校弁論部との相互連絡・人材交流の隔たりの一因となっている。
現在、高等学校や中学校の弁論部はその部活動の数や構成員の数の両面で減少傾向にある。その一方、全国高等学校文化連盟（高文連）の各都道府県の高等学校文化連盟によっては、弁論の専門部会の活動が盛んな地域もある。また、校内行事として弁論大会を主催している高等学校もある。高等学校や中学校の関係者の一部でこれらの弁論大会が熱心に行われている理由として、進学の際の推薦入試への影響を指摘する声もある。また、高等学校の弁論大会に弁論部の存在しない学校の生徒が出場する例がある。それは高等学校型の弁論教育に熱心な公立校の教諭が定期的に人事異動することによって実現しているものと思われる。
近年、高等学校で弁論部や雄弁会を呼称する部活が新設される傾向がある。しかしそれは、ディベートに特化したものや時事問題の研究会である例が多い。
2009年現在活動している高等学校の弁論部（一部）
- 高野山高等学校弁論部
- 北海道旭川東高等学校弁論部
- 神奈川県立横浜桜陽高等学校弁論部
- 立命館慶祥高等学校弁論部
- 北海道登別青嶺高等学校雄弁部
- 札幌龍谷学園高等学校弁論部
- 日本大学藤沢高等学校弁論部※校内弁論大会あり。
- 昭和学園高等学校弁論部※校内弁論大会あり。
- 茨城県立水海道第一高等学校弁論部
- 市立札幌旭丘高等学校弁論部
- 旭川大学高等学校弁論部
- 開成高等学校弁論部※ディベートに特化。
- 愛知県立高蔵寺高等学校弁論部（ディベート部）※ディベートに特化。
- 創価高等学校雄弁会※ディベートに特化。
- 滋賀県立膳所高等学校弁論班※ディベートに特化。
- 早稲田大学高等学院雄弁部※ディベートに特化。
- 北海道札幌月寒高等学校話し方研究部
- 世田谷学園高等学校弁論部
- 東海高等学校弁論部